# Sui vecchi in politica
Sui vecchi in politica (An seni respublica gerenda sit - in grecoː Εἰ πρεσβυτέρῳ πολιτευτέον) è un saggio di Plutarco, incluso nei suoi Moralia.

## Struttura
L'opera è rivolta ad Eufane che, peraltro, non è noto da nessun'altra fonte. Che lui e Plutarco fossero uomini anziani quando il saggio fu scritto appare dalle frasi iniziali. 
Era evidentemente un uomo di una certa distinzione ad Atene, dove ricopriva importanti cariche e non è improbabile che possa aver chiesto il consiglio di Plutarco sul ritiro dalla vita pubblica e che questo saggio sia in risposta al suo appello, ma non c'è una dichiarazione definitiva in tal senso. Esso può essere considerato il testamento spirituale di Plutarco, che scrive ad un amico di tutta una vita, invitandolo a non abbandonare, a causa della vecchiaia, le scelte ideali che entrambi condivisero fin dalla prima giovinezza, quando decisero di dedicarsi al servizio del bene e della comunità. In nome di questa "missione", gli devono ricordare che fare politica non significa esercitare una carica pubblica, ma svolgere una costante azione al servizio del bene comune, «stimolando i potenti, guidando chi ne ha bisogno, assistendo chi deve decidere, dissuadendo i malvagi, incoraggiando gli onesti». 
Un riscontro sarebbe con il Cato Maior de senectute di Cicerone, che, però, differisce da questo trattato in quanto non si limita alla discussione della vecchiaia nella sua relazione con le attività pubbliche; comunque, le due opere hanno molto in comune e possono essere lette in relazione l'uno con l'altro.